# Finding God Before God Finds Me
Finding God Before God Finds Me (englisch Gott finden bevor Gott mich findet) ist das zweite Studioalbum der US-amerikanischen Metalcore-Band Bad Omens. Das Album erschien am 2. August 2019 via Sumerian Records.

## Entstehung
Der größte Unterschied zum Debütalbum liegt in den Texten. Während sich auf dem selbst betitelten ersten Album viele Texte gegen Gott richten, sind viele Texte auf dem zweiten Album aus der Perspektive von Gott oder Jesus Christus geschrieben. Sänger Noah Sebastian erklärte, dass er zu der Zeit, als die Band mit der Arbeit an ihrem zweiten Album begann, an einigen verrückten emotionalen und mentalen Problemen litt. Diese Probleme führten bei ihm zu Panikattacken, Manien und Psychosen.
Aufgenommen wurde das Album in Los Angeles in dem von Noah Sebastian und Joakim Karlsson betriebenen Tonstudio. Sebastian und Karlsson übernahm darüber hinaus noch die Produktion, während Alex Prieto die Abmischung und Mike Kalajian das Mastering übernahm. Weitere Gastmusiker waren der Gitarrist Christian Thompson, die Violinistin Mairin Deasy und die Sänger Che Best, Lynn Rose und Zoe Zobrist. Musikvideos wurden für die Lieder Careful What You Wish For, The Hell I Overcame, Burning Out und Dethrone veröffentlicht.
Am 17. Januar 2020 wurde eine Deluxe-Version des Albums veröffentlicht. Diese enthält neben den zwei neuen Liedern Never Know und Limits eine Coverversion des Liedes Come Undone, im Original von Duran Duran. Am 29. Oktober 2020 folgte die EP FGBGFM Unplugged. Diese EP enthält sechs Lieder des Albums Finding God Before God Finds Me in akustischen Versionen.

## Titelliste
| Reguläre Version 1. Kingdom of Cards – 4:21 2. Running in Circles – 3:58 3. Care What You Wish For – 4:32 4. The Hell I Overcame – 3:34 5. Dethrone – 3:29 6. Blood – 3:50 7. Mercy – 5:17 8. Said & Done – 3:24 9. Burning Out – 4:25 10. If I’m There – 5:21 | Bonustitel der Deluxe-Edition 1. Never Know – 3:33 2. Limits – 3:27 3. Come Undone – 4:21 | FGBGFM Unplugged 1. Never Know – 3:30 2. Limits – 3:16 3. Care What You Wish For – 3:39 4. Mercy – 5:00 5. Burning Out – 4:07 6. If I’m There – 5:09 |

## Rezeption
Lukas Prieske vom Onlinemagazin Stormbringer schrieb, dass Bad Omens „mit einer Größe und einem Gefühl für Stil mit Kritikern, Zweiflern und auch den Erwartungen der eigenen Fans den Boden wischen“. Die Band hat „ohne Zweifel ihre Nische gefunden und ihre Vorreiterposition gestärkt“ und „das Potential vom Support zum Headliner ist in jedem Fall gegeben“. Prieske vergab 4,5 von fünf Punkten. Logan Fortner vom Onlinemagazin The Oracle schrieb, dass die Band „einen großen Schritt nach vorne machte“. Obwohl es sich um eine junge Band handelt hatte Fortner das Gefühl, dass „sie noch viel mehr zu zeigen haben“ und das Bad Omens „zu einem der größeren Namen der Metal-Industrie werden könnten“. Fortner vergab 3,5 von fünf Punkten.